# Cuori (film)
Cuori (Coeurs) è un film del 2006 diretto da Alain Resnais.

## Trama
I destini di sei persone s'incrociano durante una nevicata che sembra non finire mai. Thierry, agente immobiliare solitario, cerca un appartamento per la coppia in crisi formata da Nicole e Dan. Dan passa molte sere al bar a bere ed a raccontare le sue disillusioni al barista Lionel, il quale deve chiedere aiuto per dare assistenza al padre infermo durante le ore di lavoro serali e questo aiuto viene offerto da Charlotte, la collega di Thierry. Completa il gruppo Gaëlle, la sorella di Thierry, giovane donna che cerca il vero amore attraverso gli annunci personali sui quotidiani.

## Riconoscimenti
- 2006 - Mostra internazionale d'arte cinematografica di Venezia
  - Leone d'Argento - Premio speciale per la regia a Alain Resnais
  - Premio Pasinetti a Laura Morante
  - Candidatura Leone d'oro a Alain Resnais
- 2007 - Premio César
  - Candidatura Miglior film a Alain Resnais
  - Candidatura Migliore regia a Alain Resnais
  - Candidatura Miglior adattamento a Jean-Michel Ribes
  - Candidatura Migliore fotografia a Éric Gautier
  - Candidatura Migliore scenografia a Jacques Saulnier
  - Candidatura Miglior montaggio a Hervé de Luze
  - Candidatura Migliori costumi a Jackie Budin
  - Candidatura Miglior colonna sonora a Mark Snow
  - Candidatura Miglior sonoro a Jean-Marie Blondel, Thomas Desjonquères e Gérard Lamps
- 2007 - European Film Award
  - Premio FIPRESCI a Alain Resnais
- 2007 - Nastro d'argento
  - Candidatura Migliore attrice protagonista a Laura Morante
- 2007 - Premio Lumière
  - Candidatura Miglior regista a Alain Resnais
  - Candidatura Miglior attore a Lambert Wilson
  - Candidatura Miglior attrice a Sabine Azéma